# ويليام جي. درابر
ويليام جي. درابر (بالإنجليزية: William G. Draper)‏ هو ضابط وطيار أمريكي، ولد في 28 يونيو 1920 في كوياهوغا فولز في الولايات المتحدة، وتوفي في 26 نوفمبر 1964 في كامب سبرينغز في الولايات المتحدة.